# 23315 Navinbrian
23315 Navinbrian là một tiểu hành tinh vành đai chính với chu kỳ quỹ đạo là 1957.4273684 ngày (5.36 năm).
Nó được phát hiện ngày 19 tháng 1 năm 2001.